# Brie (región)

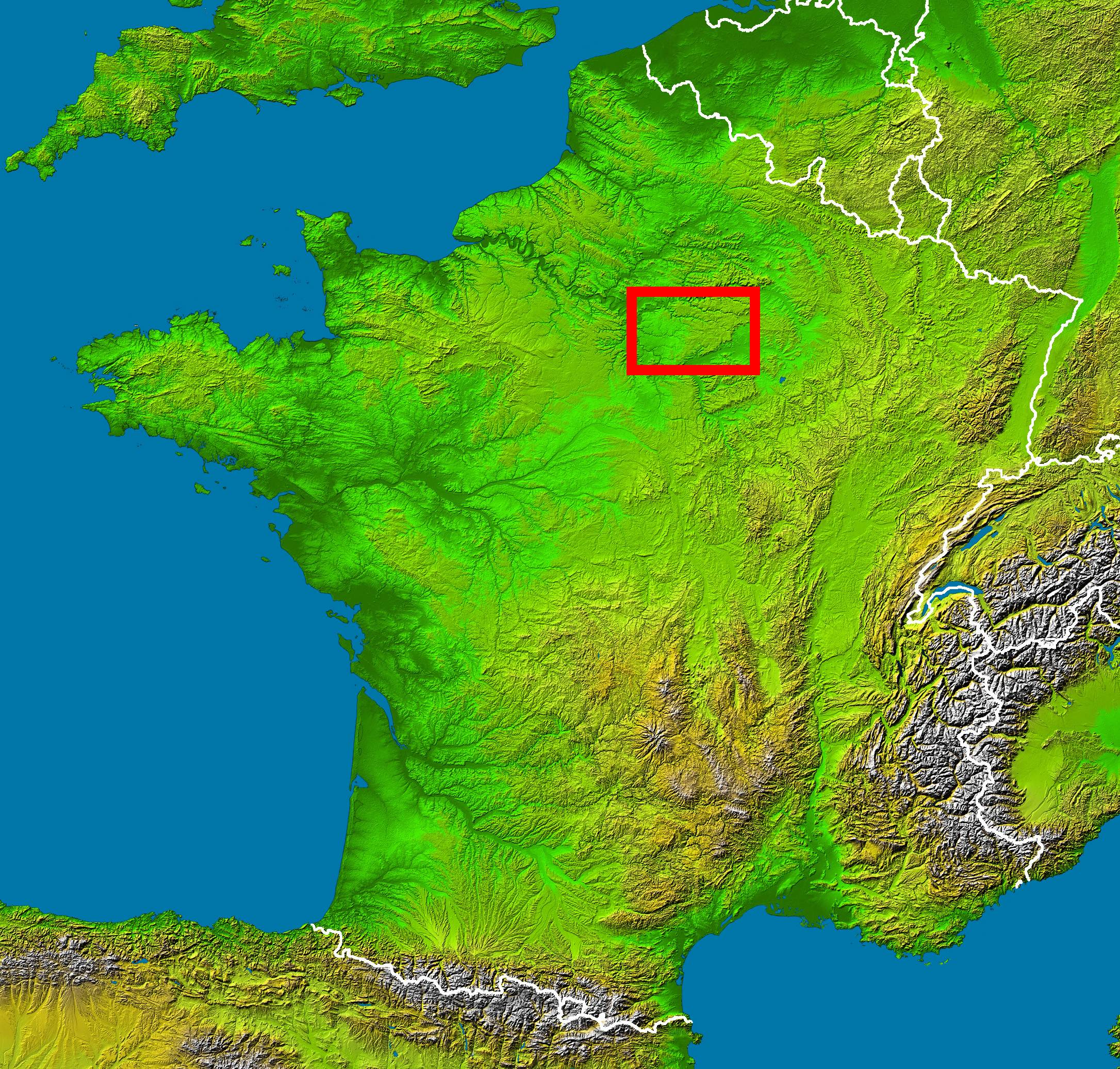
Localización de la región de Brie.

La Brie, en español también Bría,  es una región geográfica francesa situada en la parte este de la región de Isla de Francia, entre los valles del río Marne al norte y del río Sena al sur. Cubre una superficie aproximada de 5000 km² y se extiende hasta el suroeste de la antigua provincia de Champaña. El gentilicio en francés es briard en masculino y briarde en femenino.

## Geografía
La Brie cubre principalmente el departamento de Sena y Marne, pero se extiende también a parte de los departamentos vecinos: Aisne, Aube, Essonne, Marne y Val-de-Marne.
Sus ciudades más importantes son Brie-Comte-Robert, Château-Thierry, Coulommiers, Lagny-sur-Marne, Meaux, Melun, Montereau-Fault-Yonne, Nangis y Provins.
Aparte del Sena y del Marne que delimitan el territorio, sus ríos principales son el Grand Morin, el Petit Morin, el Yerres, y el Voulzie.
Sus bosques más grandes son el bosque de Armainvilliers, el bosque de Crécy-la-Chapelle, el bosque de Ferrières, el bosque de Notre-Dame, el bosque de Sénart y el bosque de Villefermoy.

## Geología
El subsuelo de la Brie está constituido por margas impermeables y caliza silícea. Las mesetas de poca altitud están cubiertas de loess, lo que las convierte en tierras muy fértiles. La parte de la Brie situada en la región de Champaña es la menos fértil por sus suelos altamente calcáreos.

## Historia

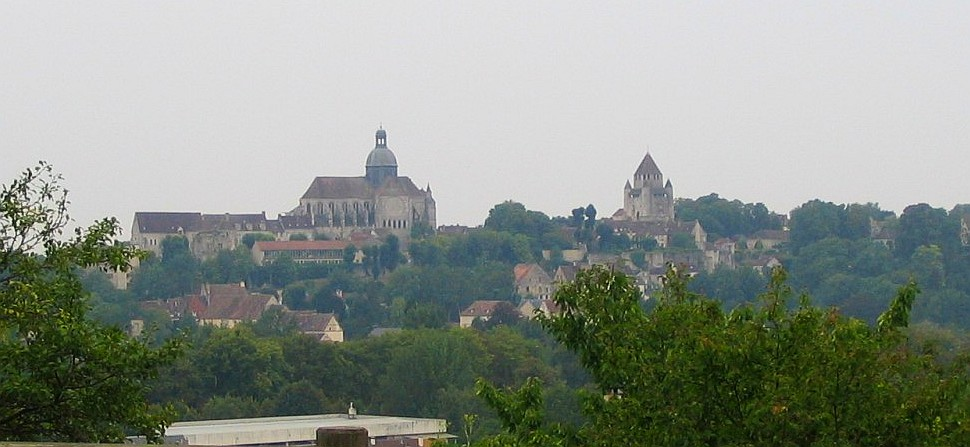
Vista del casco viejo de Provins.

Durante la Antigüedad, la Brie estaba cubierta por un inmenso bosque llamado Brigensis saltus en latín, del galo briga "alto fortificado", palabra de la que proviene su nombre actual. La tala de los bosques empezó en la época de los galos que trazaron los primeros caminos. Los romanos construyeron la Via Agrippa que cruzaba la región para unir las ciudades de Senlis y Sens.
Desde el reinado de los últimos monarcas carolingios, la Brie figuraba como condado con condes propios que habitualmente se conocían como los Condes de Meaux, al tener la sede condal en la antigua capital de la región. En 968, Herbert de Vermandois, conde de Meaux, se convirtió en conde de Troyes, y desde ese momento Brie siguió el destino de Champaña.
En aquellos momentos, algunos condes de Champaña tomaron el título de “Condes Palatinos de Champaña y Bria” (véase en la Colección Diplomática de los reyes de Navarra de la dinastía de Champaña dedicada a Teobaldo I (1234-1253) donde se observa la intitulación, en latín medieval, “Theobaldus, Dei gratia rex Nauarre, Campania et Brie, Comes palatinus” o en romance navarro, "T[h]ibalt, por la gracia de Dios rey de Nauarra et comde palazino de C[h]ampaynna et de Bria").

## Economía
Debido a su suelo fértil, la Brie es una región donde predominan las grandes explotaciones agrícolas. Se cultiva principalmente el trigo y otros cereales, y la remolacha azucarera. En sus grandes pastos se cría ganado vacuno dedicado a la producción lechera, en particular para la producción de quesos como el brie y el Coulommiers.

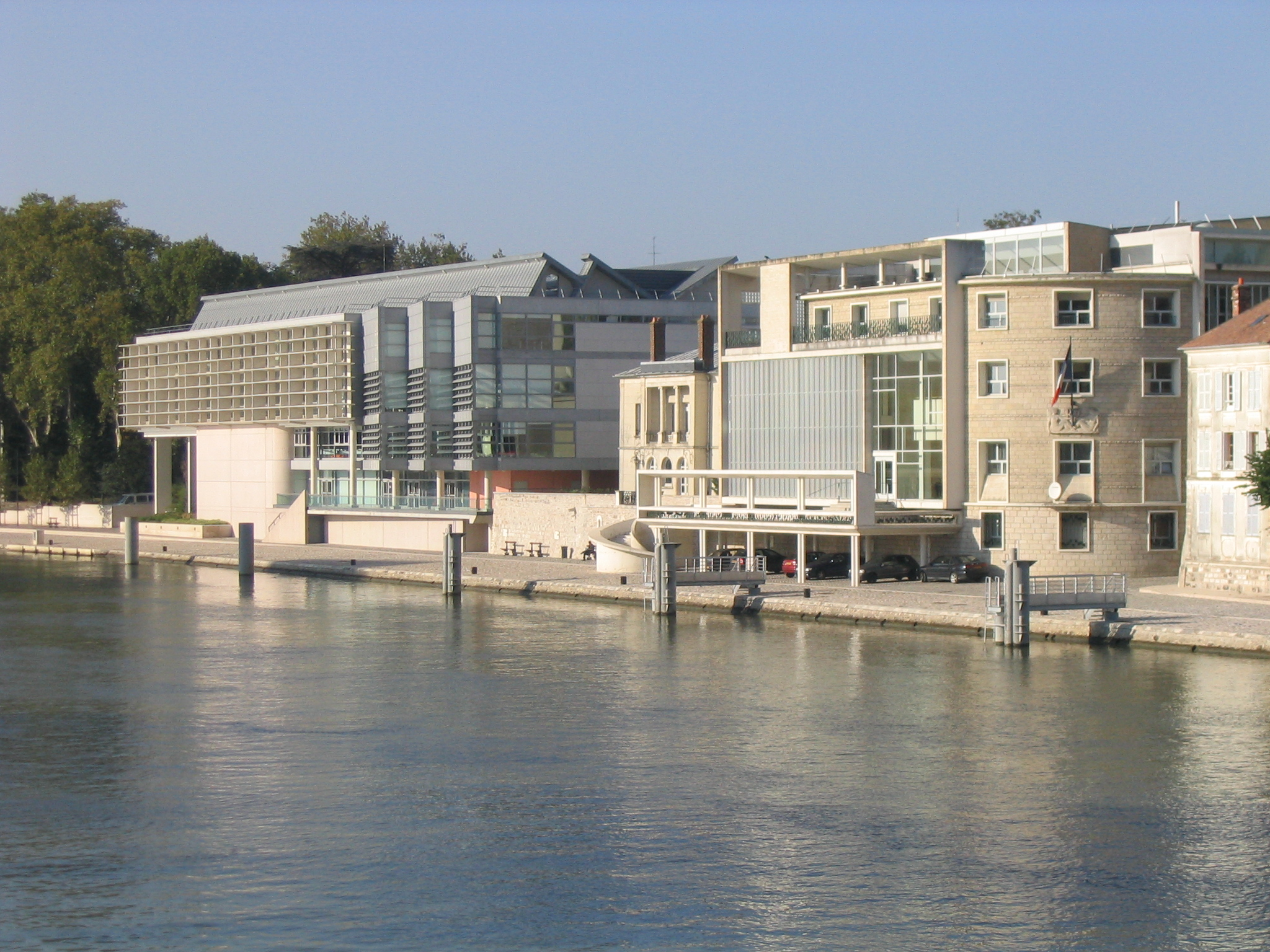
La mediateca y la antena de la universidad parisina París II a orillas del Sena, en Melun.

El oeste de la región es densamente poblado y está integrado en el Área metropolitana de París tanto por su proximidad geográfica como por sus infraestructuras y su economía.
La rosa es emblemática de la región, y se cultiva en las regiones de Mandres-les-Roses y de Provins.
El pastor de Brie es una raza de perros originaria de la región.

## Subregiones
La Brie está dividida en 9 subregiones:
- La Brie francesa ou Baja-Brie, alrededor de Brie-Comte-Robert
- La Brie boisée (boscosa), alrededor de Tournan-en-Brie
- La Brie humide (húmeda) o Brie de Melun, al este de Melun
- La Brie central, alrededor de Mormant
- El Montois, alrededor de Donnemarie-Dontilly
- la Brie champenoise (champañesa), alrededor de Provins
- La Brie laitière (lechera) o Alta-Brie, al este de Coulommiers
- La Brie des étangs (de las lagunas), al oeste de Épernay
- La Brie de Esternay, alrededor de Esternay